# Tiro ai Giochi della II Olimpiade
Le competizioni di tiro a segno e a volo ai Giochi della II Olimpiade si svolsero dal 15 luglio al 5 agosto 1900 tra il complesso di militare di Satory, un'area a sud est di Versailles, e a Boulogne-Billancourt.

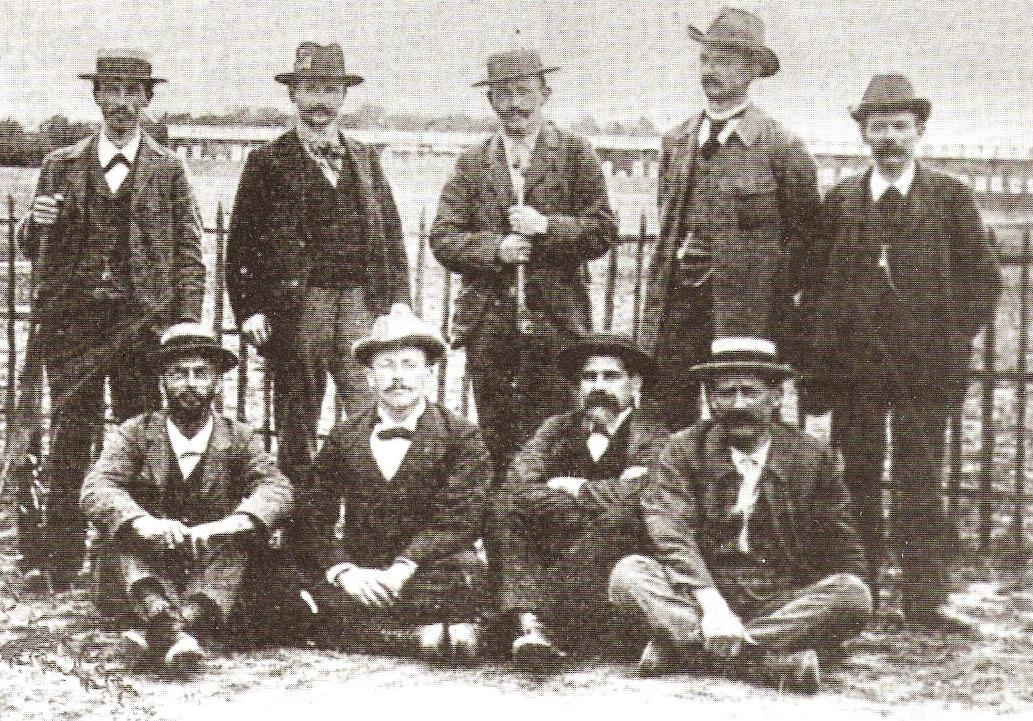
La nazionale svizzera di tiro, dominatrice nel medagliere (nella foto sono presenti Stäheli, Probst, Lüthi, Röderer, Richardet, Grütter, Kellenberger, Böckli ed un 9° componente che non compare nei resoconti ufficiali dei Giochi)

## Medagliere
| Pos.   | Paese       | Oro | Argento | Bronzo | Totale |
| ------ | ----------- | --- | ------- | ------ | ------ |
| 1      | Svizzera    | 5   | 1       | 1      | 7      |
| 2      | Francia     | 3   | 4       | 3      | 10     |
| 3      | Danimarca   | 1   | 3       | 0      | 4      |
| 4      | Norvegia    | 0   | 2       | 2      | 4      |
| 5      | Belgio      | 0   | 0       | 2      | 2      |
| 6      | Paesi Bassi | 0   | 0       | 1      | 1      |
| Totale | Totale      | 2   | 2       | 2      | 6      |

## Podi
| Evento                                     | Oro                                                                                     | Perform. | Argento                                                                       | Perform. | Bronzo                                                                                        | Perform.      |
| Pistola                                    |                                                                                         |          |                                                                               |          |                                                                                               |               |
| Pistola automatica 25m (dettagli)          | Maurice Larrouy                                                                         | 58       | Léon Moreaux                                                                  | 57       | Eugène Balme                                                                                  | 57            |
| Pistola militare individuale (dettagli)    | Conrad Karl Röderer                                                                     | 503      | Achille Paroche                                                               | 466      | Konrad Stäheli                                                                                | 453           |
| Pistola militare a squadre (dettagli)      | Svizzera Conrad Karl Röderer Konrad Stäheli Louis Richardet Friedrich Lüthi Paul Probst | 503      | Francia Achille Paroche Louis Duffoy Léon Moreaux Jules Trinité Maurice Lecoq | 466      | Paesi Bassi Dirk Boest Gips Henrik Sillem Antonius Bouwens Solko van den Bergh Anthony Sweijs | 453           |
| Pistola                                    |                                                                                         |          |                                                                               |          |                                                                                               |               |
| Carabina militare in piedi (dettagli)      | Lars Jørgen Madsen                                                                      | 305      | Ole Østmo                                                                     | 299      | Charles Paumier du Verger                                                                     | 298           |
| Carabina militare in ginocchio (dettagli)  | Konrad Stäheli                                                                          | 324      | Emil Kellenberger Anders Peter Nielsen                                        | 299      | Non assegnato                                                                                 | Non assegnato |
| Carabina militare proni (dettagli)         | Achille Paroche                                                                         | 332      | Anders Peter Nielsen                                                          | 330      | Ole Østmo                                                                                     | 329           |
| Carabina militare tre posizioni (dettagli) | Emil Kellenberger                                                                       | 930      | Anders Peter Nielsen                                                          | 921      | Paul Van Asbroeck Ole Østmo                                                                   | 917           |
| Carabina militare a squadre (dettagli)     | Svizzera Emil Kellenberger Franz Böckli Konrad Stäheli Louis Richardet Alfred Grütter   | 4399     | Norvegia Ole Østmo Hellmer Hermandsen Tom Seeberg Ole Sæther Olaf Frydenlund  | 4290     | Francia Achille Paroche Auguste Cavadini Léon Moreaux Maurice Lecoq René Thomas               | 4278          |
| Tiro a volo                                |                                                                                         |          |                                                                               |          |                                                                                               |               |
| Fossa olimpica (dettagli)                  | Roger de Barbarin                                                                       | 17       | René Guyot                                                                    | 17       | Justinien Clary                                                                               | 17            |

## Risultati

### Pistola automatica 25 metri maschile
| Pos.    | Atleta          | Nazionalità | Punteggio |
| ------- | --------------- | ----------- | --------- |
| Oro     | Maurice Larrouy | Francia     | 58        |
| Argento | Léon Moreaux    | Francia     | 57        |
| Bronzo  | Eugène Balme    | Francia     | 57        |
| 4       | Paul Moreau     | Francia     | 57        |
| 5       | Paul Probst     | Svizzera    | 57        |
| 6       | Joseph Labbé    | Francia     | 57        |

### Pistola militare

#### Individuale
| Pos.    | Atleta              | Nazionalità | Punteggio |
| ------- | ------------------- | ----------- | --------- |
| Oro     | Conrad Karl Röderer | Svizzera    | 503       |
| Argento | Achille Paroche     | Francia     | 466       |
| Bronzo  | Konrad Stäheli      | Svizzera    | 453       |
| 4       | Louis Richardet     | Svizzera    | 448       |
| 5       | Louis Duffoy        | Francia     | 442       |
| 6       | Dirk Boest Gips     | Paesi Bassi | 437       |
| 7       | Friedrich Lüthi     | Svizzera    | 435       |
| 7       | Léon Moreaux        | Francia     | 435       |
| 9       | Paul Probst         | Svizzera    | 432       |
| 10      | Jules Trinité       | Francia     | 431       |
| 11      | Maurice Lecoq       | Francia     | 429       |
| 12      | Henrik Sillem       | Paesi Bassi | 408       |
| 13      | Alban Rooman        | Belgio      | 405       |
| 14      | Émile Thèves        | Belgio      | 404       |
| 15      | Antonius Bouwens    | Paesi Bassi | 390       |
| 16      | Victor Robert       | Belgio      | 351       |
| 17      | Pierre Eichhorn     | Belgio      | 345       |
| 18      | Solko van den Bergh | Paesi Bassi | 331       |
| 19      | Jules Lebègue       | Belgio      | 318       |
| 20      | Anthony Sweijs      | Paesi Bassi | 310       |

#### A squadre
| Pos.    | Nazione     | Tiratori                                                                          | Punteggio 1 | Punteggio 2 | Punteggio 3 | Punteggio 4 | Punteggio 5 | Totale |
| ------- | ----------- | --------------------------------------------------------------------------------- | ----------- | ----------- | ----------- | ----------- | ----------- | ------ |
| Oro     | Svizzera    | Conrad Karl Röderer Konrad Stäheli Louis Richardet Friedrich Lüthi Paul Probst    | 503         | 453         | 448         | 435         | 432         | 2271   |
| Argento | Francia     | Achille Paroche Louis Duffoy Léon Moreaux Jules Trinité Maurice Lecoq             | 466         | 442         | 435         | 431         | 429         | 2203   |
| Bronzo  | Paesi Bassi | Dirk Boest Gips Henrik Sillem Antonius Bouwens Solko van den Bergh Anthony Sweijs | 437         | 408         | 390         | 331         | 310         | 1876   |
| 4       | Belgio      | Alban Rooman Émile Thèves Victor Robert Pierre Eichhorn Jules Lebègue             | 405         | 404         | 351         | 345         | 318         | 1823   |

### Carabina militare in piedi
| Pos.    | Atleta                    | Nazionalità | Punteggio |
| ------- | ------------------------- | ----------- | --------- |
| Oro     | Lars Jørgen Madsen        | Danimarca   | 305       |
| Argento | Ole Østmo                 | Norvegia    | 299       |
| Bronzo  | Charles Paumier du Verger | Belgio      | 298       |
| 4       | Paul Van Asbroeck         | Belgio      | 297       |
| 5       | Franz Böckli              | Svizzera    | 294       |
| 6       | Emil Kellenberger         | Svizzera    | 292       |
| 7       | Jules Bury                | Belgio      | 282       |
| 7       | Alfred Grütter            | Svizzera    | 282       |
| 9       | Hellmer Hermandsen        | Norvegia    | 280       |
| 10      | Auguste Cavadini          | Francia     | 278       |
| 11      | Viggo Jensen              | Danimarca   | 277       |
| 11      | Anders Peter Nielsen      | Danimarca   | 277       |
| 13      | Tom Seeberg               | Norvegia    | 275       |
| 14      | Marcus Ravenswaaij        | Paesi Bassi | 272       |
| 14      | Konrad Stäheli            | Svizzera    | 272       |
| 16      | Olaf Frydenlund           | Norvegia    | 271       |
| 17      | Léon Moreaux              | Francia     | 269       |
| 17      | Louis Richardet           | Svizzera    | 269       |
| 19      | Maurice Lecoq             | Francia     | 268       |
| 19      | Achille Paroche           | Francia     | 268       |
| 21      | Edouard Myin              | Belgio      | 265       |
| 22      | Axel Kristensen           | Danimarca   | 261       |
| 22      | Uilke Vuurman             | Paesi Bassi | 261       |
| 24      | René Thomas               | Francia     | 254       |
| 25      | Henrik Sillem             | Paesi Bassi | 249       |
| 26      | Ole Sæther                | Norvegia    | 239       |
| 26      | Solko van den Bergh       | Paesi Bassi | 239       |
| 28      | Lauritz Kjær              | Danimarca   | 238       |
| 28      | Antonius Bouwens          | Paesi Bassi | 238       |
| 30      | Joseph Baras              | Belgio      | 233       |

### Carabina militare in ginocchio
| Pos.    | Atleta                    | Nazionalità | Punteggio |
| ------- | ------------------------- | ----------- | --------- |
| Oro     | Konrad Stäheli            | Svizzera    | 324       |
| Argento | Emil Kellenberger         | Svizzera    | 314       |
| Argento | Anders Peter Nielsen      | Danimarca   | 314       |
| 4       | Paul Van Asbroeck         | Belgio      | 308       |
| 5       | Marcus Ravenswaaij        | Paesi Bassi | 306       |
| 6       | Uilke Vuurman             | Paesi Bassi | 303       |
| 7       | Franz Böckli              | Svizzera    | 300       |
| 8       | Lars Jørgen Madsen        | Danimarca   | 299       |
| 9       | Charles Paumier du Verger | Belgio      | 297       |
| 9       | Louis Richardet           | Svizzera    | 297       |
| 11      | Antonius Bouwens          | Paesi Bassi | 296       |
| 12      | Ole Sæther                | Norvegia    | 293       |
| 13      | Hellmer Hermandsen        | Norvegia    | 290       |
| 13      | Viggo Jensen              | Danimarca   | 290       |
| 15      | Ole Østmo                 | Norvegia    | 289       |
| 16      | Achille Paroche           | Francia     | 287       |
| 17      | Auguste Cavadini          | Francia     | 286       |
| 17      | Léon Moreaux              | Francia     | 286       |
| 19      | Henrik Sillem             | Paesi Bassi | 281       |
| 20      | Solko van den Bergh       | Paesi Bassi | 274       |
| 21      | Tom Seeberg               | Norvegia    | 272       |
| 22      | Lauritz Kjær              | Danimarca   | 271       |
| 22      | Maurice Lecoq             | Francia     | 271       |
| 24      | Jules Bury                | Belgio      | 269       |
| 25      | Alfred Grütter            | Svizzera    | 265       |
| 26      | Axel Kristensen           | Danimarca   | 260       |
| 27      | Olaf Frydenlund           | Norvegia    | 259       |
| 27      | René Thomas               | Francia     | 259       |
| 29      | Edouard Myin              | Belgio      | 249       |
| 30      | Joseph Baras              | Belgio      | 210       |

### Carabina militare proni
| Pos.    | Atleta                    | Nazionalità | Punteggio |
| ------- | ------------------------- | ----------- | --------- |
| Oro     | Achille Paroche           | Francia     | 332       |
| Argento | Anders Peter Nielsen      | Danimarca   | 330       |
| Bronzo  | Ole Østmo                 | Norvegia    | 329       |
| 4       | Léon Moreaux              | Francia     | 325       |
| 5       | Emil Kellenberger         | Svizzera    | 324       |
| 6       | Henrik Sillem             | Paesi Bassi | 317       |
| 7       | Auguste Cavadini          | Francia     | 316       |
| 8       | Paul Van Asbroeck         | Belgio      | 312       |
| 8       | Uilke Vuurman             | Paesi Bassi | 312       |
| 10      | Hellmer Hermandsen        | Norvegia    | 308       |
| 10      | Viggo Jensen              | Danimarca   | 308       |
| 12      | Louis Richardet           | Svizzera    | 307       |
| 13      | Edouard Myin              | Belgio      | 304       |
| 14      | Marcus Ravenswaaij        | Paesi Bassi | 303       |
| 15      | Charles Paumier du Verger | Belgio      | 302       |
| 16      | Lars Jørgen Madsen        | Danimarca   | 301       |
| 16      | Tom Seeberg               | Norvegia    | 301       |
| 18      | Ole Sæther                | Norvegia    | 298       |
| 19      | René Thomas               | Francia     | 295       |
| 20      | Solko van den Bergh       | Paesi Bassi | 292       |
| 21      | Franz Böckli              | Svizzera    | 289       |
| 22      | Olaf Frydenlund           | Norvegia    | 287       |
| 23      | Alfred Grütter            | Svizzera    | 285       |
| 23      | Konrad Stäheli            | Svizzera    | 285       |
| 25      | Maurice Lecoq             | Francia     | 284       |
| 26      | Antonius Bouwens          | Paesi Bassi | 278       |
| 27      | Lauritz Kjær              | Danimarca   | 273       |
| 28      | Joseph Baras              | Belgio      | 270       |
| 28      | Jules Bury                | Belgio      | 270       |
| 30      | Axel Kristensen           | Danimarca   | 261       |

### Carabina militare tre posizioni
| Pos.    | Atleta               | Nazionalità | In piedi | In ginocchio | Proni | Totale |
| ------- | -------------------- | ----------- | -------- | ------------ | ----- | ------ |
| Oro     | Emil Kellenberger    | Svizzera    | 292      | 314          | 324   | 930    |
| Argento | Anders Peter Nielsen | Danimarca   | 277      | 314          | 330   | 921    |
| Bronzo  | Paul Van Asbroeck    | Belgio      | 297      | 308          | 312   | 917    |
| Bronzo  | Ole Østmo            | Norvegia    | 299      | 289          | 329   | 917    |
| 5       | Lars Jørgen Madsen   | Danimarca   | 305      | 299          | 301   | 905    |
| 6       | Charles Paumier      | Belgio      | 298      | 297          | 302   | 897    |
| 7       | Achille Paroche      | Francia     | 268      | 287          | 332   | 887    |
| 8       | Franz Böckli         | Svizzera    | 294      | 300          | 289   | 883    |
| 9       | Marcus Ravenswaaij   | Paesi Bassi | 272      | 306          | 303   | 881    |
| 9       | Konrad Stäheli       | Svizzera    | 272      | 324          | 285   | 881    |
| 11      | Auguste Cavadini     | Francia     | 278      | 286          | 316   | 880    |
| 11      | Léon Moreaux         | Francia     | 269      | 286          | 325   | 880    |
| 13      | Hellmer Hermandsen   | Norvegia    | 280      | 290          | 308   | 878    |
| 14      | Uilke Vuurman        | Paesi Bassi | 261      | 303          | 312   | 876    |
| 15      | Viggo Jensen         | Danimarca   | 277      | 290          | 308   | 875    |
| 16      | Louis Richardet      | Svizzera    | 269      | 297          | 307   | 873    |
| 17      | Tom Seeberg          | Norvegia    | 275      | 272          | 301   | 848    |
| 18      | Henrik Sillem        | Paesi Bassi | 249      | 281          | 317   | 847    |
| 19      | Alfred Grütter       | Svizzera    | 282      | 265          | 285   | 832    |
| 20      | Ole Sæther           | Norvegia    | 239      | 293          | 298   | 830    |
| 21      | Maurice Lecoq        | Francia     | 268      | 271          | 284   | 823    |
| 22      | Jules Bury           | Belgio      | 282      | 269          | 270   | 821    |
| 23      | Edouard Myin         | Belgio      | 265      | 249          | 304   | 818    |
| 24      | Olaf Frydenlund      | Norvegia    | 271      | 259          | 287   | 817    |
| 25      | Antonius Bouwens     | Paesi Bassi | 238      | 296          | 278   | 812    |
| 26      | René Thomas          | Francia     | 254      | 259          | 295   | 808    |
| 27      | Solko van den Bergh  | Paesi Bassi | 239      | 274          | 292   | 805    |
| 28      | Lauritz Kjær         | Danimarca   | 238      | 271          | 273   | 782    |
| 28      | Axel Kristensen      | Danimarca   | 261      | 260          | 261   | 782    |
| 30      | Joseph Baras         | Belgio      | 233      | 210          | 270   | 713    |

### Carabina militare a squadre
| Pos.    | Nazione     | Tiratori                                                                            | Punteggio 1 | Punteggio 2 | Punteggio 3 | Punteggio 4 | Punteggio 5 | Totale |
| ------- | ----------- | ----------------------------------------------------------------------------------- | ----------- | ----------- | ----------- | ----------- | ----------- | ------ |
| Oro     | Svizzera    | Emil Kellenberger Franz Böckli Konrad Stäheli Louis Richardet Alfred Grütter        | 930         | 883         | 881         | 873         | 832         | 4399   |
| Argento | Norvegia    | Ole Østmo Hellmer Hermandsen Tom Seeberg Ole Sæther Olaf Frydenlund                 | 917         | 878         | 848         | 830         | 817         | 4290   |
| Bronzo  | Francia     | Achille Paroche Auguste Cavadini Léon Moreaux Maurice Lecoq René Thomas             | 887         | 880         | 880         | 823         | 808         | 4278   |
| 4       | Danimarca   | Anders Peter Nielsen Lars Jørgen Madsen Viggo Jensen Lauritz Kjær Axel Kristensen   | 921         | 905         | 875         | 782         | 782         | 4265   |
| 5       | Paesi Bassi | Marcus Ravenswaaij Uilke Vuurman Henrik Sillem Antonius Bouwens Solko van den Bergh | 881         | 876         | 847         | 812         | 805         | 4221   |
| 6       | Belgio      | Paul Van Asbroeck Charles Paumier du Verger Jules Bury Edouard Myin Joseph Baras    | 917         | 897         | 824         | 818         | 713         | 4166   |

### Fossa olimpica
| Pos.    | Atleta            | Nazionalità | Punteggio   |
| ------- | ----------------- | ----------- | ----------- |
| Oro     | Roger de Barbarin | Francia     | 17          |
| Argento | René Guyot        | Francia     | 17          |
| Bronzo  | Justinien Clary   | Francia     | 17          |
| 4       | César Bettex      | Francia     | 16          |
| 5       | Hilaret           | Francia     | 15          |
| 6       | Édouard Geynet    | Francia     | 13          |
| 7       | Jules Charpentier | Francia     | 12          |
| 7       | de Joubert        | Francia     | 12          |
| 7       | Joseph Labbé      | Francia     | 12          |
| 7       | Sidney Merlin     | Regno Unito | 12          |
| 7       | André de Schonen  | Francia     | 12          |
| 7       | Sion              | Francia     | 12          |
| 13      | Amédée Aubry      | Francia     | 11          |
| 13      | Gheorghe Plagino  | Romania     | 11          |
| 15      | Boucquet          | Francia     | Sconosciuto |
| 16      | Léon Moreaux      | Francia     | Sconosciuto |
| 17      | Reverdin          | Francia     | Sconosciuto |
| 18      | Jacques Nivière   | Francia     | Sconosciuto |
| 19      | Gaston Legrand    | Francia     | Sconosciuto |
| 20      | Ador              | Francia     | Sconosciuto |
| 21      | Mercier           | Francia     | Sconosciuto |
| 22      | Roger Nivière     | Francia     | Sconosciuto |
| 23      | de Montholon      | Francia     | Sconosciuto |
| 24      | de Saint-James    | Francia     | Sconosciuto |
| 25      | Soucaret          | Francia     | Sconosciuto |
| 26      | Pierre Perrier    | Francia     | Sconosciuto |
| 27      | G. Brosselin      | Francia     | Sconosciuto |
| 28      | A. Darnis         | Francia     | Sconosciuto |
| 29      | N. Guyot          | Francia     | Sconosciuto |
| 30      | Pourchainaux      | Francia     | Sconosciuto |
| 31      | Anjou             | Francia     | Sconosciuto |

## Eventi non olimpici
Tiro al piccione, quota di ingresso 20 franchi
| Pos. | Atleta                                | Nazionalità | Punteggio |
| ---- | ------------------------------------- | ----------- | --------- |
| 1    | Donald Mackintosh                     | Australia   | 22        |
| 2    | Pedro José Pidal y Bernaldo de Quirós | Spagna      | 21        |
| 3    | Edgar Murphy                          | Stati Uniti | 19        |

Tiro al piccione, quota di ingresso 200 franchi
| Pos. | Atleta              | Nazionalità | Punteggio |
| ---- | ------------------- | ----------- | --------- |
| 1    | Léon de Lunden      | Belgio      | 21        |
| 2    | Maurice Faure       | Francia     | 20        |
| 3    | Donald Mackintosh   | Australia   | 18        |
| 3    | Crittenden Robinson | Regno Unito | 18        |

Bersaglio mobile
| Pos. | Atleta           | Nazionalità | Punteggio |
| ---- | ---------------- | ----------- | --------- |
| 1    | Louis Debray     | Francia     | 20        |
| 1    | Pierre Nivet     | Francia     | 20        |
| 3    | Comte de Lambert | Francia     | 19        |